# Некрасов, Олег Алексеевич
Олег Алексеевич Некрасов (1916—1993) — учёный в области электрооборудования электровозов, доктор технических наук, профессор, лауреат Сталинской премии (1950).

## Биография
Родился в Москве, сын искусствоведа А. И. Некрасова.
Окончил МЭИ и работал там же ассистентом кафедры электрического транспорта.
Вместе с инженерами завода «Динамо» им. Кирова на основе предложенной ещё в 1935 году В. С. Кулебакиным системы тяги на переменном токе с использованием конденсаторных асинхронных двигателей разработал рудничные конденсаторные электровозы КЭ-1 (1949) и КЭ-2 (1951).
После защиты кандидатской диссертации перешёл во ВНИИЖТ (ЦНИИ МПС), где работал до последних дней: младший и старший научный сотрудник, с начала 1960-х гг. зав. лабораторией электроподвижного состава.
Доктор технических наук (1972), профессор (1974). Докторская диссертация:
- Исследование условий эксплуатации и режимов работы тяговых электрических машин электроподвижного состава переменного тока : диссертация … доктора технических наук : 05.00.00. — Москва, 1971. — 512 с. : ил.

Сочинения:
- Рудничный конденсаторный электровоз [Текст] / О. А. Некрасов. — Москва : изд-во и тип. Углетехиздата, 1949. — 23 с. : черт.; 22 см.
- Рудничный конденсаторный электровоз КЭ-2 [Текст]. — Москва ; Харьков : Углетехиздат, 1952. — 75 с., 3 л. схем. : черт., схем.; 22 см.
- Вспомогательные машины электроподвижного состава переменного тока [Текст]. — Москва : Транспорт, 1967. — 168 с. : черт.; 22 см.
- Режимы работы электрооборудования электроподвижного состава переменного тока [Текст] : [Сборник статей] / О. А. Некрасов, В. Е. Новиков, С. С. Крылов и др. ; Под общ. ред. канд. техн. наук О. А. Некрасова. — Москва : Транспорт, 1965. — 180 с. : ил.; 22 см.
- Параллельное включение диодов и тиристоров в преобразователях электроподвижного состава / Л. А. Мугинштейн . О. А. Некрасов , Ю. В. Иванов ; Под ред . О. А. Некрасова . М. : «Транспорт» , 1976 СЦНИИ МПС 78 с .
- Режимы работы магистральных электровозов / [О. А. Некрасов, А. Л. Лисицын, Л. А. Мугинштейн, В. И. Рахманинов]; Под ред. О. А. Некрасова. — М. : Транспорт, 1983. — 231 с. : ил.; 22 см
- Вспомогательные машины электровозов переменного тока / О. А. Некрасов, А. М. Рутштейн. — М. : Транспорт, 1988. — 222,[1] с. : ил.; 21 см; ISBN 5-277-00115-8

Сталинская премия 1950 года (в составе коллектива) — за создание и внедрение нового рудничного конденсаторного электровоза.